# Lelibis
De lelibis (Bostrychia carunculata) is een vogel uit de familie Threskiornithidae (Ibissen en lepelaars).

## Verspreiding en leefgebied
Deze soort komt voor in Eritrea en Ethiopië.

## Status
De grootte van de populatie wordt geschat op 1000 tot 25.000 individuen. Op de Rode lijst van de IUCN heeft deze soort de status niet bedreigd.